# 柳家さん遊
柳家 さん遊（やなぎや さんゆう、1945年1月28日 - ）は、東京都練馬区生まれの落語家。本名∶中 義夫。落語協会所属。出囃子は「三社祭」。

## 経歴
東京工業高校卒業。噺家になりたいと思いつつも、親のために一度は諦めて社会人になった経験を持つ。
1965年3月、五代目柳家小さんに入門し、本名から取った前座名「柳家小よし」を名乗る。
1970年4月、柳家小団治、三遊亭旭生、むかし家今松と共に二ツ目昇進し「柳家小三太」と改名。二ツ目になるとき師匠に相談したら「小團治」と「小三太」が余っており、同時昇進の武助と二人でジャンケンで決めなさいと言われたが、武助が「ジャンケンでなく、彼女に相談して決めてもいいですか」と言い、その結果武助の彼女が小團治を選んだので、さん遊は「小三太」になった。
1980年4月、真打昇進し「六代目柳亭小燕枝」を襲名。師匠・五代目柳家小さんが襲名する予定だった名前だが、五代目小さん本人はこの名前を気に入っていなかったという。
2020年7月1日、「柳家さん遊」と改名。本来は年度当初に改名する予定だったが、コロナのごたごたで伸びてしまった。

## 芸歴
- 1965年3月 - 五代目柳家小さんに入門、前座名「小よし」。
- 1970年4月 - 二ツ目昇進、「小三太」に改名。
- 1980年4月 - 真打昇進、「六代目柳亭小燕枝」を襲名。
- 2020年7月 - 「柳家さん遊」に改名。

## 人物
三遊亭歌司、三遊亭圓丈、古今亭志ん駒、六代目柳家小団治、柳家さん八、三遊亭圓龍、むかし家今松、初代古今亭志ん五、二代目金原亭馬の助、橘家竹蔵、柳家小袁治と共に同期会「落友舎」を結成している。
桂藤兵衛、四代目入船亭扇蔵と共に定期的な落語会を開いている。
師匠小さんに『道灌』を教わった際、「その人間の料簡になれ」とだけ教わった。
楽屋ではトンガリの正蔵（林家彦六）、小トンガリの小さん（五代目小さん）と言われるほど師匠が短気だったため、内弟子であったさん遊（当時小よし）は小言を喰らう機会も多かった。当人曰く、大師匠の桂文楽は雲の上の人であったと話しており、また寄席では三遊亭圓生に気に入られていたと話している。
愛煙家であるが医者に禁煙を勧められ、禁煙をしていた時期がある。

## 演目
- 笠碁
- 強情灸
- 猫の災難
- 片棒
- らくだ
- そば清
- 棒鱈
- 芝浜
- 唐茄子屋政談
- 試し酒
- 野ざらし
- 御慶
- 三人兄弟

NHK Eテレで放送されていた「てれび絵本」えほん寄席では、「馬のす」「つる」の出演・声の出演をしている。また音源として「談志が選んだ艶噺し」では「蛙茶番」を、「艶ばなし落語」では「五人廻し」を残しているが、寄席で艶噺しをすることは稀である。

## 受賞
- 1972年∶第1回 NHK新人落語コンクール 最優秀賞[注 1]（『時そば』）
- 1978年:日刊飛び切り落語会優秀賞受賞
- 1984年∶第1回 浅草芸能大賞新人賞[注 2]
- 1986年:国立演芸場花形演芸大会　文化庁芸術祭賞受賞